# Herb gminy Dziadkowice
Herb gminy Dziadkowice – symbol gminy Dziadkowice, ustanowiony 26 maja 2004.

## Wygląd i symbolika
Herb przedstawia na tarczy dzielonej w słup w polu lewym złotym zielony liść koniczyny trójlistnej z łodygą, natomiast w polu prawym czerwonym srebrny róg jeleni z pięcioma porostami.